# Queimados
Queimados is een Braziliaanse gemeente en stad in de deelstaat Rio de Janeiro en maakt deel uit van de grootstedelijke mesoregio Rio de Janeiro en van de microregio Rio de Janeiro. Het is een deel van de "Baixada Fluminense", een reeks dichtbevolkte voorsteden van Rio, met samen 3 miljoen inwoners. Queimados telt 137.870 inwoners op 77 km². Het ligt op 50 km van de stad Rio de Janeiro.

## Aangrenzende gemeenten
De gemeente grenst aan Japeri, Nova Iguaçu en Seropédica.